# Thorsten Lahm
Thorsten Lahm (* 11. November 1969) ist ein ehemaliger deutscher Fußballspieler.

## Karriere
Lahm schaffte den Sprung aus der Jugendabteilung des FC Homburg über die Amateurabteilung ins Profiteam. In der Saison 1987/88 absolvierte er zwei Spiele in der Bundesliga. Homburg stand bereits auf dem 17. Tabellenplatz, als Lahm von Trainer Slobodan Čendić zu seinem Debüt gebracht wurde. Am 33. Spieltag wurde Lahm im Spiel gegen den VfL Bochum eingewechselt. Am 34. Spieltag erfolgte ein weiterer Kurzeinsatz bei der 1:5-Niederlage gegen Bayer 05 Uerdingen. Homburg stieg ab, Lahm blieb in Homburg und spielte im Folgejahr ausschließlich für das Amateurteam. Homburg schaffte in der Saison den Wiederaufstieg in die Bundesliga. Lahm blieb bei den Amateuren, kam aber in der folgenden Bundesligasaison bei den Profis zu einem weiteren Kurzeinsatz am letzten Spieltag der Saison beim 2:2 gegen den VfB Stuttgart. Homburg stieg erneut ab. Später absolvierte Lahm 19 Spiele in der 2. Bundesliga für die Saarländer, anschließend ging er für eine Spielzeit zum SV Edenkoben. Mit Edenkoben spielte er in der Saison 1993/94 in der Oberliga. Hinter Eintracht Trier wurde Platz zwei in der Abschlusstabelle belegt, somit schaffte Edenkoben den Sprung in die neugeschaffene Regionalliga. Lahm wechselte zu Borussia Neunkirchen und spielte bis dort zum Abstieg in der Saison 1995/96. Er wechselte für zwei Jahre zum 1. SC Norderstedt, kehrte anschließend zur Borussia zurück und ließ seine Karriere bei seinem ehemaligen Arbeitgeber Homburg ausklingen.
Nach seiner Spielerkarriere wechselte er zum Amt an der Seitenlinie, blieb aber weiterhin als Amateurspieler aktiv. Er wurde unter anderem Trainer beim FSV Jägersburg, dessen erste und zweite Mannschaft er trainierte.